# Marek Pražák
Marek Pražák (* 1964 Ostrava) je český akademický sochař, malíř, hudebník a multimedialista.

## Život a dílo
V letech 1986–1992 získal Marek Pražák umělecké vzdělání na Vysoké škole uměleckoprůmyslové v Praze (ve Zlíně). Je umělec universálního typu. Cíleně se zabývá se volnou a užitou tvorbou, kde využívá širokou škálu médií od tradičních výtvarných materiálů přes zvuk, slova, texty, pohyb a akci. Stejně široká je i oblast jeho uměleckého vyjadřování – sochařství, kresba a malba, umělecký design a performance, hudba a zpěv. Vytvořil výtvarná díla jako součást architektury pro soukromé i institucionální zadavatele, pracoval pro divadlo, televizi i film. Marek Pražák byl také členem několika hudebních skupin a známým je také projektem „Ostravská syntéza“.
V roce 2001 byla ve strojovně ostravského dolu Michal v rámci festivalu Ostravské dny nové hudby Pražákova expozice objektů a tisků ve strojovně. V Univerzitním muzeu VŠB – Technická univerzity Ostrava v Ostravě-Porubě lze v rámci sbírek zhlédnout jeho dílo Světlonoš. Pro Fakultu bezpečnostního inženýrství VŠB – Technickou univerzitu Ostrava navrhl její insignie.